# BAMBOO BLADE
《BAMBOO BLADE》是土塚理弘原作、五十嵐あぐり作畫的以劍道為題材的日本漫畫作品。從2004年12月3日在雜誌YOUNG GANGAN上（創刊號）連載，於2010年9月17日（Vol.18）完結。台灣中文版由尚禾出版社代理。於2007年10月改編為電視動畫並開始播放，於2008年3月播放完畢。而香港有線電視兒童台由2009年7月6日起播映。
自2009年起，本作被称作日本第一女子剑道漫画。

## 剧情简介
本故事设定在日本当代，以室江高中剑道部作为舞台，刻画了一群性格鲜明，热爱剑道运动的高中生形象。为经济状况所困，对工作毫不热心剑道部顾问石田虎侍为了赢得和旧友的打赌，而开始东奔西走召集5人的女子剑道队伍，而拥有绝对实力的一年级生川添珠姫和其他新成员的加入给本来不景气的剑道部带来的新的希望，所有的成员都以全国大赛为目标展开了刻苦的训练，并开始迎接一场场挑战。

## 登場人物

### 室江高中
石田虎侍（聲：小西克幸；香港：劉奕希）
室江高校劍道社的顧問老師，是一名每天為伙食費煩惱的貧窮教師。身高176cm。綽號「小次郎」。教導的科目是政治經濟。算是作為本作的主角的存在。
原本對指導的社團採放任的態度，但在和學長賢三郎打賭，為贏得一年份免費江户前寿司任食後，而開始積極進行劍道社新人勸誘和訓練，而後又招惹到室江高中理事長夫人的朋友，為挽回失業危機，不得不將劍道社帶進全國大賽，社團活動實質上由紀梨乃擔任管理，珠姬擔任技術指導，主要在以自身經驗提供部員建議與校外活動安排。
在學生時代曾奪得昇龍旗大會優勝，便利商店打工時對店長說有竹刀就不怕搶劫犯，但在拿竹刀到便利商店第一天就遭遇搶劫時卻一時不知所措任搶匪搶劫，老家原本是賣酒在數年前轉變成便利商店，也因這段不好的回憶讓他很少回老家，並在進入大學後開始疏於劍道練習，與珠姬首次對戰時遭到秒殺，但也因為與珠姬相遇之後慢慢從拾原本劍道的熱情。
姓氏的由來，來自全日本劍道大賽平成4、7年度冠軍的「石田利也」或昭和57年度冠軍的「石田健一」。
川添珠姬（聲：廣橋涼；香港：顧詠雪）
室江高校1年9班。身高145cm。通稱「小珠」。
是劍道道場的獨生女。從幼年開始便鍛鍊劍道，擁有即使連成年人都無法匹敵的高超身手。興趣是欣賞特攝與動畫，尤其憧憬「超劍戰隊」劇中的英雄人物，受到其影響有著比別人多一倍的正義感。因為家中是開道場的，覺得學劍道就像是在幫忙家務，所以對學校內的劍道社沒有興趣，不過由於某次事件決定以「維護正義、對抗壞人」的理由加入劍道部。
個性沉默寡言且不懂人情世故，情感冷靜少起伏且表情缺乏變化，在加入社團與同伴的接觸後，在精神上逐漸地成長下連帶著表情也豐富了起來。
由於超劍戰隊必殺技原子火焰劍的影響練出了有被其父認為有如修羅一般強悍婉如要給人最後一擊的刺擊功夫，並要求珠姬只有在升上高中之後面對「男性」、「年長」、「有學過劍道」的對手才能使用。
直至102話敗給澤宮艾莉娜之前從未輸給過同一世代的女生。(動畫版最初擊敗珠姫的為鈴木凛)
姓氏的由來，來自全日本劍道大賽昭和46、50年度冠軍的「川添哲夫」。
千葉紀梨乃（聲：豐口惠；香港：張雪儀）
室江高校2年3班。身高157cm。劍道社社長。故事一開始由於三年級為了備考引退，實質存在的唯一社員。通稱「紀梨乃」。
從就讀飛鈴中學時就練劍道，打從心底熱愛社團活動。家裡是開熟食店有一個弟弟與妹妹，性格活潑開朗所以交友廣泛朋友眾多，是帶動劍道社氣氛的領導者，像是姊姊一樣照顧著社員，也深受社員的信任。性格上有時天然呆，有時卻又聰明的一面，校內成績優秀是全學年第20名，但卻也做出把竹刀寫成竹內的蠢事。
姓氏的由來，來自全日本劍道大賽昭和41、44、47年度冠軍的「千葉仁」。
宮崎都（聲：桑島法子；香港：錢惠玲）
室江高校1年生，身高165cm。通稱「小都都」。
與榮花是兩情相悅的情侶，中學時代原本是不良少女，在男朋友面前總是扮演著大小姐的一面，但在沒注意時私底下常會顯露出腹黑不良的裡人格。本來只是陪男友榮花加入劍道社，完全只是初學者而勉強參加社團活動，不過在練習過程中領悟到自己S性格的覺醒，並發現在比試可以合法的用竹刀攻擊對手非常能削減壓力，個性非常不服輸。
為何喜歡上榮花是本作中不解的謎，傳言是榮花長得像都已故的寵物─穿山甲。
父母已離異，現在跟母親與姐姐同住，本身並不是喜歡下廚，但是由於為了不讓料理白痴的姐姐毒害才學到一身的好廚藝。
大賽時經常因為小田島禮美的各種跟蹤狂行為導致無法完全發揮其實力。
姓氏的由來，來自全日本劍道大賽平成2、3、5、8、10、11年度冠軍的「宮崎正裕」。
桑原鞘子（聲：小島幸子；香港：莎拉）
室江高校2年5班。身高170cm。通稱「小鞘」。
與紀梨乃是從小學時代開始的青梅竹馬，中學時代是壘球社，高中才加入劍道社，運動神經非常好。
1年級時雖然加入過劍道部，不過常因為些小事動不動就陷入消沉而退社，而變成了有名無實的幽靈社員。感情起伏激烈過度，常常過度投入事後都是白忙一場。為了尋找適合自己的事情，除了劍道外還挑戰過小說和吉他，不過都是徒勞無功，陷入消沉時習慣騎著腳踏車喊著「我很優秀！我是天才！」來振奮自己。
姓氏的由來，來自全日本劍道大賽昭和35年度冠軍的「桑原哲明」。
東聰莉（聲：佐藤利奈）
室江高校1年3班。身高154cm。通稱「聰莉」。
從小學時就開始學劍道，擁有相當厲害的實力，外表雖然看起來是總抱著書本的眼鏡娘，實際上是學習成績慘不忍睹的迷糊蛋，視力其實兩眼都是2.5，不過為了稍微增加一點智慧才戴上眼鏡。個性單純容易被人牽著鼻子走，原本因為成績太差為專心在課業上而放棄劍道不加入社團，但在都的巧言之下加入了社團，不過也自此變成被都使喚的跑腿。
姓氏的由來，來自全日本劍道大賽昭和58年度冠軍的「東一良」。
中田勇次（聲：阪口大助；香港：李凱傑）
小學時就在珠姬家的川添道場受訓，與她是青梅竹馬。中學時代打進縣大賽八強，具有一定劍道實力，珠姬稱其實力在外山之上，校內考試成績是全學年第四名，不過在故事裡劍道遠遠比不上珠姬，考試成績又總是在榮花之後，也沒有像他有漂亮的女朋友，所以自認為是厲害不起來的平凡人。作為社團中最正經的人，成為了故事的解說角色。
虽然珠姬反感，但是唯一一个仍然称呼珠姬为小珠的人。
姓氏的由來，來自全日本劍道大賽昭和56年度冠軍的「中田秀士」。
榮花段十朗（聲：石田彰；香港：何承駿）
室江高校1年3班。通稱「段郎」。
原來想加入桌球社，但室江高校沒有桌球社，只好跟著勇次和女朋友小都一起加入了劍道社。雖然是初學者卻有劍道才能，意外的考試成績是全學年第二名，也很擅長繪畫，初登場時身高與勇次差不多，後來卻隨著連載逐篇變矮，在公佈身高作畫設定時稱他身高是臨機應變。
姓氏的由來，來自全日本劍道大賽平成12年度冠軍的「榮花直輝」。
外山晶（聲：伊丸岡篤；香港：何承駿）
室江高校2年1班。劍道社的幽靈社員，原本是劍道社實力最強者，喜歡欺負新入社員的虐待狂。結果卻慘敗給珠姬，也導致珠姬因此以保護劍道社為由加入劍道社。之後就沒有出場的戲份。
名子於動畫中沒有出現，但於片尾曲演出聲優表時明確的打出其名字為外山 晶。
姓氏的由來，來自全日本劍道大賽昭和55年度冠軍的「外山光利」。
岩佐勝（聲：石上裕一；香港：盧傑）
室江高校2年生。與外山常在一起同為劍道社的幽靈社員，但其實蠻喜歡劍道的。與外山一樣之後都沒有戲份，但在單行本的附贈頁裡卻常常出現。
名子於動畫中沒有出現，但於片尾曲演出聲優表時明確的打出其名字為岩佐 勝。
姓氏的由來，來自全日本劍道大賽平成13年度冠軍的「岩佐英範」。
吉河老師（聲：佐佐木日菜子；香港：莎拉）
與虎侍同事的女教師。教導的科目不明。
教頭老師（聲：河本邦弘；香港：何承駿）

### 町戶高校
石橋賢三郎（聲：稻田徹；香港：盧傑）
身兼町戶高校劍道社與另外一校的顧問老師。
虎侍高中時代的學長，對於劍道大會決賽上輸給虎侍十分在意，與虎侍對賭練習賽贏的話拿回大賽的獎盃，與虎侍不同至今對劍道從未間斷練習過。擅長上段的姿勢。
姓氏的由來，來自全日本劍道大賽昭和53年度冠軍的「石橋正久」。
原田小夏（聲：真堂圭）
町戶高校3年級的副社長。實力是社內的No.2。眼鏡娘。
禮儀端正，是練習賽隊伍裡的最正經的常識人角色，雖然並非特別優秀，但每天認真練習且劍道經驗長久，擁有二段的資格。與室江高校練習賽中擔任先鋒。
姓氏的由來，來自全日本劍道大賽昭和59年度冠軍的「原田哲夫」。
橫尾摩耶（聲：矢澤喜代美）
町戶高校3年級。性格豪放爽快，有勝過男人的氣勢與破壞力，常把對戰的對手搞哭，食量很大。與室江高校練習賽中擔任大將。
姓氏的由來，來自全日本劍道大賽昭和49年度冠軍的「橫尾英治」。
安藤優梨（聲：おみむらまゆこ；香港：錢惠玲）
町戶高校2年級。喜歡用卑鄙的手段欺負對手的腹黑性格，常讀些黑暗古怪的書籍。與室江高校練習賽中擔任副將。
姓氏的由來，來自全日本劍道大賽平成14年度冠軍的「安藤戒牛」。
西山佳戀（聲：森夏姬；香港：張雪儀）
町戶高校3年級。本來實力是社內的No.1，也有著大將的威嚴，但實際上是個膽小鬼在比賽上完全無法發揮實力。自稱無法做到用竹劍對著第一次見面的人不停打擊這麼過份的事。與室江高校練習賽中擔任中堅。
姓氏的由來，來自全日本劍道大賽昭和40年度冠軍的「西山泰弘」。
淺川明美（聲：近藤彩希；香港：莎拉）
町戶高校2年級。擁有素質但相對於社團活動更重視戀愛。與室江高校練習賽中擔任次鋒。
姓氏的由來，來自全日本劍道大賽昭和31年度冠軍的「淺川春男」。

### 成明高校
林忠明（聲：小川真司；香港：盧傑）
成明高校劍道社的顧問。教士七段的名家。為強化社團實力而從其他學校找來改變徒具劍道社虛名的玩樂社團，採取嚴格的指導方針導致社員害怕而不斷退社，對於自己的指導方針也感到疑問。
姓氏的由來，來自全日本劍道大賽昭和63年度冠軍的「林朗」。
小川芽衣（聲：名塚佳织）
成明高校1年。身長152cm。通稱「芽衣」。軟弱而身材嬌小的少女。
原本由於社團嚴厲的練習而萌生退意，但在與珠姬的對練下而打動了她，有點改變了心中原有的想法。
姓氏的由來，來自全日本劍道大賽昭和52年度冠軍的「小川功」。
小田島禮美（聲：中原麻衣；香港：張雪儀）
成明高校1年級。身長158cm。攝影社。與都是中學時期的同學，因為都圍毆了當時禮美喜歡的對象而被他所糾纏，實際上是因此喜歡上了都而變成跟蹤狂，母親是室江高中理事長夫人的朋友，因為她的讒言導致虎侍下學年即將失業。

### 鎌崎高中
岩堀武
鎌崎高中。劍道社社長，自從輸給鈴木凛，且鈴木凛又輸給榊心之後便一蹶不振。
近本成海

### 川添道場
川添椿
珠姬的母親，同時也是教會珠姬劍道的人物。已逝世。
內田
警察。偶爾會在道場出現。個性跟勇次很像。

### 剣道小町與女子五劍聖
榊心
剣道小町九州代表，桃龍學院2年級。國中時曾在全國大會中奪得個人賽及團體賽的冠軍。上高中後在玉龍旗大會頭兩天連勝15人，卻在第三天比試中發呆而敗隊，之後便退出劍道部，真正原因是喜歡上特摄系列第20作特布拉克杜蘭的主演滝川純也，在劇中捨棄了劍，本人在現實中接受採訪也說過最討厭暴力，因此榊心認為那麼他也一定不會喜歡練劍道的女孩子而放棄劍道，之後更轉變成偏執狂在房間內貼滿滝川的各種相片，並以為滝川純也在電視上持續傳給她各種暗號，在看到滝川與松本春香的緋聞報導後，激怒而參加剣道小町與女子五劍聖的企劃來找松本，在與澤宮艾莉娜交手後回復到先前的樣子。動畫版則在最後一集的最後面出來一小段。
澤宮艾莉娜
本名山田梅子，剣道小町關西代表，現為藝人，熱血學園的固定班底，對外宣稱除了劍道之外沒有不擅長的運動，實際上最擅長的就是劍道也是第一個擊敗珠姬的同一世代女生。
在中學時參加大賽遇到榊心，認為自己一輩子都不可能打贏他，故在升上高中時放棄劍道轉入田徑，後在街上被現在經紀公司看上成為藝人，原本在熱血學園要在室江高校收錄劍道部的節目中故意放水輸掉，後發現參加者中有從九洲遠道而來的榊心，以及見到珠姬的實力後，發現自己過去其實一直在逃避，轉而認真應戰，在擊敗珠姬後與榊心交手最後勝利但雙方也都戰至力竭。
石塚塔子
剣道小町東北地方代表，岩手縣六文女子高中3年級，剣道部部長。因能與榊心交手而參加熱血學園錄影，被來參加錄影處於偏執狂狀態的榊心擊敗，其後在IH聯賽取得第8位。
中村見香
剣道小町北海道地方代表，平常對任何人都非常有禮貌，高中時練習劍道時吼叫的聲音嚇到了喜歡的男生造成心理陰影，故升上大學後就未再練劍道，直到收到熱血學園錄影邀請與人生初次聯誼失敗後，知道能跟榊心比試才又開始練習，被來參加錄影處於偏執狂狀態的榊心擊敗。
铃木凛（聲：坂本真绫；香港：莎拉）
剣道小町關東代表，也是關東各大會中目前最強的高中女生，也收到熱血學園錄影邀請，但已認為自己實力現在尚不足以擊倒榊心而辭退演出，和珠姬一样是特摄系列的爱好者，同样喜欢“超劍戰隊”系列，不过喜欢的角色是作為反派的暗黑施耐德，並與超劍戰隊的攝影隊有著長年的交往。
動畫版铃木凛在與珠姬比試中擺出上段姿勢後，珠姬發生了動搖而被铃木凛擊敗，铃木凛也因此成為動畫版第一位戰勝珠姬的同世代女生。
動畫版铃木凛與原作為同一人物，但在原作中，只有名字有出現數次但本人從未登場。
斎村香久耶
剣道小町中另一位九州地方代表。現在國中3年級。是外傳BBB中健太的表姊。因為正要參加高中入學考試而拒絕熱血學園錄影邀請。
末野將子
“女子五劍聖”其中一人。九州国條高中三年級劍道部員。中學時代即是排在榊心、澤宮艾莉娜之後的強者、升上高中依舊持續劍道練習並獲得IH聯賽個人・團體冠軍。
為了能與中學時擊敗自己的榊心交手而接受熱血學園錄影邀請。見到抵達室江高中處於偏執狂狀態的榊心引起的騒動感到失望原本打算離時，聽到劍道館中的歡呼後去一探究竟，後見證了榊心與澤宮艾莉娜間的比試，之後因為明年已經不可能再參加高中比賽而與榊心約定在日本錦標賽再戰。

### 动画原创人物
凯莉·西川（聲優：小林沙苗；香港：張雪儀）
英进高校剑道部成员，美国人，不过因为在日本已经住了8年，所以日文是相当流利。
因为在剑道器具店偶然看见小都和段郎约会，喜欢上段郎（的外形），于是以段郎为赌注，和小都进行非正式的比赛，在珠姬看来，她的腕力极强。
擅长使用「二刀流」的招式（二刀流在现在的高中生剑道比赛中，是正式比赛中严禁使用的招式）。

## 衍生作品
BAMBOO BLADE B
和本作使用相同世界觀及時間軸的外傳作品，不過人物卻完全不同，主角是位叫大城戶優的女孩子。作者為土塚理弘&，月刊少年GANGAN2009年2月號起開始連載中。
BAMBOO BLADE C
於月刊BIG GANGAN2013年6月號開始連載，由高尾じんぐ作畫。

## 出版書籍

### 单行本
| 集數 | 史克威爾艾尼克斯 | 史克威爾艾尼克斯       | 尚禾文化       | 尚禾文化          |
| 集數 | 發售日期         | ISBN                   | 發售日期       | ISBN              |
| ---- | ---------------- | ---------------------- | -------------- | ----------------- |
| 1    | 2005年10月25日   | ISBN 978-4-7575-1530-7 | 2007年1月23日  | EAN 4711436565549 |
| 2    | 2006年1月25日    | ISBN 978-4-7575-1611-3 | 2007年2月15日  | EAN 4711436565730 |
| 3    | 2006年7月25日    | ISBN 978-4-7575-1723-3 | 2007年3月28日  | EAN 4711436565747 |
| 4    | 2006年12月25日   | ISBN 978-4-7575-1838-4 | 2007年4月27日  | EAN 4711436566096 |
| 5    | 2007年5月25日    | ISBN 978-4-7575-1997-8 | 2007年8月20日  | EAN 4711436566836 |
| 6    | 2007年9月25日    | ISBN 978-4-7575-2122-3 | 2008年1月18日  | EAN 4711436567741 |
| 7    | 2007年12月25日   | ISBN 978-4-7575-2185-8 | 2008年4月2日   | EAN 4711436568298 |
| 8    | 2008年3月25日    | ISBN 978-4-7575-2241-1 | 2008年8月13日  | EAN 4711436569363 |
| 9    | 2008年9月25日    | ISBN 978-4-7575-2385-2 | 2008年12月16日 | EAN 4711436570079 |
| 10   | 2009年1月24日    | ISBN 978-4-7575-2477-4 | 2009年5月15日  | EAN 4711436570833 |
| 11   | 2009年6月25日    | ISBN 978-4-7575-2595-5 | 2009年10月23日 | EAN 4711436571922 |
| 12   | 2009年11月25日   | ISBN 978-4-7575-2730-0 | 2010年3月24日  | EAN 4711436572820 |
| 13   | 2010年5月25日    | ISBN 978-4-7575-2880-2 | 2010年9月29日  | EAN 4711436574251 |
| 14   | 2010年11月25日   | ISBN 978-4-7575-3074-4 | 2011年1月24日  | EAN 4711436575012 |

BAMBOO BLADE B 劍道甜心B
| 集數 | 史克威爾艾尼克斯 | 史克威爾艾尼克斯       | 青文出版社    | 青文出版社             |
| 集數 | 發售日期         | ISBN                   | 發售日期      | ISBN                   |
| ---- | ---------------- | ---------------------- | ------------- | ---------------------- |
| 1    | 2009年7月25日    | ISBN 978-4-7575-2596-2 | 2014年5月16日 | ISBN 978-986-356-016-6 |
| 2    | 2009年11月25日   | ISBN 978-4-7575-2729-4 | 2014年8月16日 | ISBN 978-986-356-116-3 |
| 3    | 2010年5月25日    | ISBN 978-4-7575-2881-9 |               |                        |
| 4    | 2010年11月25日   | ISBN 978-4-7575-3073-7 |               |                        |
| 5    | 2011年4月22日    | ISBN 978-4-7575-3194-9 |               |                        |
| 6    | 2011年9月8日     | ISBN 978-4-7575-3362-2 |               |                        |
| 7    | 2012年1月21日    | ISBN 978-4-7575-3475-9 |               |                        |
| 8    | 2012年4月21日    | ISBN 978-4-7575-3579-4 |               |                        |
| 9    | 2012年8月22日    | ISBN 978-4-7575-3713-2 |               |                        |
| 10   | 2012年12月22日   | ISBN 978-4-7575-3813-9 |               |                        |
| 11   | 2013年5月22日    | ISBN 978-4-7575-3960-0 |               |                        |
| 12   | 2014年1月22日    | ISBN 978-4-7575-4168-9 |               |                        |

劍道甜心C
| 集數 | 史克威爾艾尼克斯 | 史克威爾艾尼克斯       |
| 集數 | 發售日期         | ISBN                   |
| ---- | ---------------- | ---------------------- |
| 1    | 2013年10月25日   | ISBN 978-4-7575-4105-4 |
| 2    | 2014年3月25日    | ISBN 978-4-7575-4265-5 |
| 3    | 2014年9月25日    | ISBN 978-4-7575-4428-4 |
| 4    | 2015年2月25日    | ISBN 978-4-7575-4570-0 |
| 5    | 2015年6月25日    | ISBN 978-4-7575-4679-0 |
| 6    | 2016年2月25日    | ISBN 978-4-7575-4894-7 |
| 7    | 2016年10月25日   | ISBN 978-4-7575-5137-4 |

### 小說
- - 作者：町田双路[3]

發售日期：2008年2月29日、ISBN 978-4-7575-2232-9
- - 作者：町田双路

發售日期：2010年11月25日、ISBN 978-4-7575-3080-5

### 其他書籍
- BAMBOO BLADE Fan Book 7.5 - 發售日期：2007年12月25日、ISBN 978-4-7575-2196-4
- BAMBOO BLADE (祝) - 發售日期：2010年11月25日、ISBN 978-4-7575-3014-0

## 電視動畫

### 製作團隊
- 原作 - 土塚理弘（原作）、五十嵐あぐり（作畫）
- 監督 - 斎藤久
- 腳本 - 倉田英之
- 擔當演出 - 五十嵐達矢
- 人物設計 - 双柳雪智
- 主要動畫 - 植田洋一
- 作品設計 - 渡邊義弘
- 動作設計 - 理宏山根
- 美術監督 - 高橋麻穂
- 色彩設計 - 鈴城るみ子
- 攝影監督 - 野村達哉
- 編輯 - 森田清次
- 音響監督 - 岩浪美和
- 音響製作人 - 中野徹
- 音樂 - 仙波清彦
- 製作人 - 𠮷、田博、黄樹弐悠、武智恒雄、片桐正貴、小松茂明
- 動畫製作人 - 𠮷、田昇央
- 動畫製作 - AIC ASTA
- 製作 - BAMBOO BLADE合作夥伴（史克威爾艾尼克斯、JVC娛樂、AIC、KlockWorx、d-rights）

### 主題曲
片頭曲「BAMBOO BEAT」
作詞 - 河井英里 / 作曲・編曲 - Koma2 Kaz
歌 - 川添珠姫（廣橋涼）・千葉紀梨乃（豐口惠）・桑原鞘子（小島幸子）・宮崎都（桑島法子）・東聰莉（佐藤利奈）
片尾曲「STAR RISE」
作詞 - 河井英里 / 作曲・編曲 - Koma2 Kaz
歌 - 川添珠姫（廣橋涼）・千葉紀梨乃（豐口惠）・桑原鞘子（小島幸子）・宮崎都（桑島法子）・東聡莉（佐藤利奈）
插入曲
「超剣戦隊ブレードブレイバー」（第2、15、20、21、24、26話）
作詞 - 桑原永江 / 作曲 - 中川幸太郎 / 歌 - 石原慎一
- 《BAMBOO BLADE O.S.T.》中收錄。

「シナイダーの歌」（第21、26話）
作詞 - 桑原永江 / 作曲 - 中川幸太郎 / 歌 - 石原慎一
- 《BAMBOO BLADE O.S.T.2》中收錄。

「FOR YOUR SHINE」（第26話）
作詞 - 河井英里 / 作曲 - 中野定博 / 歌 - 千葉紀梨乃（豐口惠）
- 《BAMBOO BLADE O.S.T.2》中收錄。

「SUNFLOWER」（第26話）
作詞 - 河井英里 / 作曲 - 中野定博 / 歌 - 川添珠姫（廣橋涼）
- 《BAMBOO BLADE O.S.T.2》中收錄。

### 各话列表
| 話数 | 中文標題               | 日文標題 | 分镜              | 演出                | 作画监督                      | 作监协力                                        | 次回预告 演出                                                                                     | 次回预告 解说员            |
| ---- | ---------------------- | -------- | ----------------- | ------------------- | ----------------------------- | ----------------------------------------------- | ------------------------------------------------------------------------------------------------- | -------------------------- |
| 1    | 竹掃把與正義的夥伴     |          | 齋藤久            | 五十嵐達矢          | 植田洋一                      | -                                               | 千葉紀梨乃                                                                                        | 千葉紀梨乃                 |
| 2    | 劍武士與便當           |          | 齋藤久            | 奥野耕太            | 山根理宏                      | -                                               | 川添珠姫                                                                                          | デスアーマー 川添珠姫      |
| 3    | 黑與藍                 |          | 齋藤久            | 飯村正之            | 石野聰                        | 青野厚司                                        | 宮崎都                                                                                            | 宮崎都                     |
| 4    | 粉紅與藍               |          | 齋藤久            | 古川順康            | 川口理恵                      | -                                               | 桑原鞘子                                                                                          | 川添珠姫                   |
| 5    | 室江高中和町戶高中     |          | 寺岡嚴            | 奥野耕太            | 竹森由加                      | 沈宏 松原豊 川口理恵 永田正美 渡邊義弘 双柳雪智 | 千葉紀梨乃                                                                                        | 桑原鞘子                   |
| 6    | 川添珠姬與遲到的武禮葉 |          | 五十嵐達矢        | 五十嵐達矢          | 山岸正和 山根理宏             | -                                               | 桑原鞘子                                                                                          | 石田虎侍                   |
| 7    | 壽司和炸肉餅           |          | 寺岡嚴            | 佐藤育郎            | 織田廣之 山本善哉             | -                                               | 川添珠姫                                                                                          | 中田勇次                   |
| 8    | 小珠與打工             |          | 二瓶勇一 齋藤久   | 元永慶太郎          | 植田洋一                      | -                                               | 宮崎都                                                                                            | 東聡莉 石田虎侍            |
| 9    | 小次郎的命運分歧點     |          | 須永司            | 吉田徹              | 森下博光 中澤勇一             | -                                               | 千葉紀梨乃                                                                                        | 榮花段十朗                 |
| 10   | 宮崎都的憂鬱與首次大會 |          | 古川順康          | 古川順康            | 佐野英敏 末廣直貴             | -                                               | 宮崎都                                                                                            | 千葉紀梨乃                 |
| 11   | 動畫與夢想             |          | 森健              | 奥野耕太            | 沈宏                          | -                                               | 宮崎都 榮花段十朗 谷口悟朗 （客串）                                                               | 旁白 （銀河万丈）          |
| 12   | 東與芽衣的隱情         |          | 寺岡嚴            | 鈴木薫              | 川口理恵                      | -                                               | 東聡莉                                                                                            | 東聡莉                     |
| 13   | 老師與學生們           |          | 五十嵐達矢        | 五十嵐達矢          | 山根理宏 松原豊               | -                                               | 川添珠姫                                                                                          | 小川芽衣                   |
| 14   | 聰莉的決定與啊咕啊咕   |          | 寺岡嚴            | 元永慶太郎 奥野耕太 | 石野聰 青野厚司 植田洋一      | -                                               | 宮崎都                                                                                            | デスアーマー 石橋賢三郎    |
| 15   | 第一次的合宿與澡堂     |          | 久城りおん        | 久城りおん          | 柳沢テツヤ                    | -                                               | 千葉紀梨乃                                                                                        | 安藤優梨                   |
| 16   | 紀梨乃的缺席與初次預賽 |          | 奥野耕太 斎藤久   | 奥野耕太            | 都竹隆治 山根理宏 大和田直之  | 首藤武夫 大坪幸麿 平山圓 堀井久美               | 桑原鞘子                                                                                          | 清村緒乃 杉小路隆千穂      |
| 17   | 光與影                 |          | 寺岡嚴            | 五十嵐達矢          | 沈宏                          | -                                               | 東聰莉                                                                                            | 珠姫の父                   |
| 18   | 大賽和那之後的室江高   |          | 古川順康          | 古川順康            | 原修一 川口理恵               | -                                               | 川添珠姫                                                                                          | 桑原鞘子                   |
| 19   | 犰狳與穿山甲           |          | 伊藤浩二          | 伊藤浩二            | 松原豊 永田正美               | -                                               | 宮崎都                                                                                            | キャリー西川               |
| 20   | 劍武士與竹劍武士       |          | 伊藤浩二          | 元永慶太郎          | 植田洋一 川口理恵 永田正美    | -                                               | 川添珠姫 レッドブレイバー                                                                         | 鈴木凛                     |
| 21   | 川添珠姬與鈴木凜       |          | 齋藤久            | 鈴木薫              | 山根理宏 サトウミチオ         | -                                               | 川添珠姫                                                                                          | 川添珠姫                   |
| 22   | 敗者與勝者             |          | 五十嵐達矢 齋藤久 | 奥野耕太            | 末廣直貴 沈宏 齋藤雅和        | 鷲北恭太                                        | 宮崎都                                                                                            | 小田島礼美                 |
| 23   | 說謊與沉默             |          | 別所誠人          | 古川順康            | 永田正美 植田洋一 川口理恵    | -                                               | 千葉紀梨乃                                                                                        | 中田勇次                   |
| 24   | 劍與道                 |          | 斎藤久 五十嵐達矢 | 久城りおん          | 石井ゆみこ 渡部周 （助手）    | -                                               | -                                                                                                 | 宮崎都 榮花段十朗 石田虎侍 |
| 25   | 劍道及其所帶來的事物   |          | 須永司            | 五十嵐達矢          | 原修一 松原豊                 | -                                               | 栄花段十朗                                                                                        | 石田虎侍 ノブちゃん        |
| 26   | 今後與將來             | "        | 斎藤久 五十嵐達矢 | 斎藤久 五十嵐達矢   | 沈宏 渡邊義弘 原修一 植田洋一 | -                                               | 川添珠姫 千葉紀梨乃 桑原鞘子 宮崎都 東聰莉 石田虎侍 中田勇次 榮花段十朗 外山忍 岩佐誠 吉河先生 猫 | -                          |

### 播放電視台
日本深夜動畫：下文記載的日本国内播放時間使用日本標準時間（UTC+9）表示。因為部分時間标识會採用30小时制，因此請留意这类超过24:00的时间，其實際播放時間為翌日清晨。
| 播放地區   | 播放電視台    | 播放日期                      | 播放時間             | 聯播網         | 備註                |
| ---------- | ------------- | ----------------------------- | -------------------- | -------------- | ------------------- |
| 関東廣域圈 | 東京電視台    | 2007年10月1日 - 2008年3月31日 | 星期一 25:30 - 26:00 | 東京電視台系列 |                     |
| 愛知縣     | 愛知電視台    | 2007年10月4日 - 2008年4月3日  | 星期四 26:28 - 26:58 | 東京電視台系列 |                     |
| 大阪府     | 大阪電視台    | 2007年10月10日 - 2008年4月9日 | 星期三 25:55 - 26:25 | 東京電視台系列 |                     |
| 日本全域   | AT-X          | 2007年12月5日 - 2008年5月28日 | 星期三 11:30 - 12:00 | CS放送         | 有重播              |
| 日本全域   | 富士電視台TWO | 2011年6月7日 - 9月20日        | 星期二 17:00 - 18:00 | CS放送         | 2話連續播放、有重播 |

## 相關產品
- 皆與動畫相關。

### 原聲帶
- BAMBOO BLADE O.S.T. (VTCL-60017) - 2008年1月23日 發售
- BAMBOO BLADE O.S.T.2 (VTCL-60018) - 2008年3月26日 發售

### 廣播劇CD
- BAMBOO BLADE 廣播劇CD 紅盤 (VICL-60019) - 2008年5月8日 發售
  - 脚本與動畫版相同由倉田英之擔當。與動畫版第15話關聯性很大的番外篇故事。
- BAMBOO BLADE 廣播劇CD 白盤 (VICL-60020) - 2008年5月8日 發售
  - 由原作者土塚理弘來負責腳本擔當。完全的原創故事。

### 相關書籍
- （JIVE刊） - 2008年6月7日發行、ISBN 978-4-86176-535-3
- （Gakken刊） - 2008年6月20日發行、ISBN 978-4-05-605186-5

## 遊戲
2009年5月28日發行。Gadget software發售。
- 類型 - 燃え萌え真剣（ホンキ）冒險遊戲
- 對應平台 - PlayStation Portable
- 分級 -

  Ａ   全年齡對象